# ویکتور سانچز
ویکتور سانچز (انگلیسی: Víctor Sánchez؛ زادهٔ ۲۳ فوریهٔ ۱۹۷۶) یک بازیکن فوتبال و سرمربی اهل اسپانیا است.
از باشگاه‌هایی که در آن بازی کرده‌است می‌توان به باشگاه فوتبال رئال مادرید، ریسینگ سانتاندر، رئال مادرید کاستیا، دپورتیوو لاکرونیا، باشگاه فوتبال رئال مادرید سی، الچه، پاناتینایکوس و تیم ملی فوتبال اسپانیا اشاره کرد.